# Caenagnathoidea
Caenagnathoidea (zástupci jsou "cénagnatoidi") byla nadčeleď obvykle menších a ve většině případů zřejmě opeřených a teplokrevných teropodních maniraptorních dinosaurů. Jejich fosilie známe ze sedimentů pocházejících z období spodní i svrchní křídy (geologické stupně apt až maastricht, zhruba v rozmezí před 125 až 66 miliony let před současností) z území Severní Ameriky a východní Asie.

## Popis
Vývojově byli blízcí předkům moderních ptáků a sdíleli s nimi také mnohé anatomické adaptace (duté kosti, tělesné opeření, bezzubost apod.). Nejmenší zástupci dosahovali zhruba velikosti dnešní slepice, největším dosud známým druhem pak byl čínský taxon Gigantoraptor erlianensis s délkou přes 8 metrů a hmotností kolem 1,5 tuny. Největší objevená fosilní vejce (ootaxon Macroelongatoolithus xixianensis) patřila rovněž některému ze zástupců této nadčeledi.

## Systematika
Mezi cénagnatoidy řadíme vývojově primitivní mongolský rod Avimimus a dvě početné čeledi teropodů, cénagnatidy a oviraptoridy. Rozkvět těchto skupin nastal zejména v pozdní svrchní křídě, zhruba před 80 až 66 miliony let. Tato skupina byla značně rozšířená, jak ukazují četné objevy z různých míst světa.